# Lomariopsis setchellii
Lomariopsis setchellii är en ormbunkeart som först beskrevs av William Ralph Maxon, och fick sitt nu gällande namn av Holtt. Lomariopsis setchellii ingår i släktet Lomariopsis och familjen Lomariopsidaceae. Inga underarter finns listade.